# Uggie
Uggie (født 14. februar 2002 - død 7. august 2015) var en trænet Jack Russell-terrier. Hunden deltog i flere reklamer i USA, men hans mest berømte film er roller i Vand til Elefanterne og The Artist.
Hunden spillede fra 2012 udelukkende biroller. Hunden er efter 10 år gået på pension. Den blev reddet fra at blive sendt til et internat for bortløbne hunde af Omar Von Muller, der er domptør.
Der var diskussion i Oscarkomiteen, der var ikke plads til en firebenet. Det endte med, at hunden Uggie fik lov til at være med, da den lige havde fået en Golden Collar Award for bedste hund. Vinderen som bedste mandlige Oscar-skuespiller i The Artist, franskmanden Jean Dujardin, insisterede på at få Uggie med på scenen.[kilde mangler]
Uggie blev aflivet i en alder af 13 år den 7. august 2015 efter at have udviklet en prostatatumor.